# Il giorno dello sciacallo (film)
Il giorno dello sciacallo (The Day of the Jackal) è un film del 1973 diretto da Fred Zinnemann.
Il soggetto è tratto dall'omonimo romanzo del 1971 di Frederick Forsyth.

## Trama
A seguito del fallito attentato a De Gaulle a Petit-Clamart nell'estate del 1962 e all'arresto dei suoi vertici, subito dopo la fine della guerra d'Algeria e la sua indipendenza da colonia francese, l'OAS, ora guidata da Marc Rodin, ormai quasi sconfitta dalle autorità francesi, ingaggia un sicario professionista per uccidere il presidente Charles de Gaulle come ritorsione alla concessione dell'indipendenza al paese nordafricano. L'eventuale successo dell'operazione rimetterebbe in gioco l'ormai decrepita organizzazione eversiva. L'incontro avviene in una pensione in Austria: per compiere l'attentato, lo Sciacallo, nome scelto dal sicario, rifiuta ogni aiuto dall'OAS, ritenendola fortemente infiltrata dai Servizi Segreti francesi.
Per l'omicidio lo Sciacallo chiede come compenso 500.000 dollari: metà subito sul suo conto svizzero e l'altra metà a lavoro ultimato. L'OAS accetta e per procurarsi velocemente il denaro compie in pochi giorni una serie di rapine a banche e furgoni portavalori che finiscono per insospettire i Servizi Segreti francesi, che subito notano l'impronta militare nelle modalità esecutive e ben presto si mettono in moto sequestrando l'ex maresciallo della Legione straniera Wolenski, fedele guardia del corpo e tuttofare dei capi dell'OAS rifugiati in un albergo a Roma. Lo trasportano quindi in Francia e lo torturano per estorcergli alcuni indizi, tra cui il nome in codice Chacal. Il ministro degli Interni viene subito informato del possibile attentato al presidente, così viene istituita un'unità di crisi presso il ministero; l'incarico di fermare il sicario viene affidato al più abile investigatore della polizia parigina, il commissario Claude Lebel, che crea un apposito ufficio e chiede collaborazione alle Polizie e ai Servizi Segreti di tutta Europa.
Intanto, lo Sciacallo, utilizzando le generalità di un bambino suo coetaneo morto in giovane età per ottenere un passaporto britannico a suo nome e rubando quello di un turista danese in transito all'aeroporto di Londra, entra in azione facendo sopralluoghi a Parigi; poi si sposta in treno a Genova per farsi fabbricare da un esperto armaiolo un fucile di precisione smontabile e, infine, sempre nella città ligure, si procura una patente britannica e documenti falsi a nome di un reduce di guerra da un falsario che uccide perché da questi ricattato. A bordo di un'Alfa Romeo Giulietta Spider bianca noleggiata, lascia Genova per raggiungere nuovamente Parigi attraverso il valico di frontiera di Ventimiglia. Ma il contatto telefonico dell'OAS l'avverte a Nizza che la polizia è sulle sue tracce: è così costretto a nascondersi in un albergo a Tourtour dove seduce una donna, Colette. Lasciato l'albergo poco prima dell'arrivo della polizia, e riverniciata l'Alfa spider a cui applica targhe francesi rubate, lo Sciacallo, stanco dopo ore alla guida, ha un incidente stradale. Eliminato l'altro guidatore, ne prende la Peugeot 404 per raggiungere Colette presso la sua villa. Qui, dopo un amplesso, la donna gli dice di essere stata già interrogata dalla polizia, venuta a conoscenza del loro incontro amoroso in albergo, chiedendogli il motivo di questa fuga e promettendogli aiuto: 
il sicario decide comunque di ucciderla perché timoroso possa denunciarlo.
Dopo aver assunto l'identità del maestro danese a cui aveva sottratto il passaporto a Londra, riesce ad arrivare finalmente Parigi in treno da Tulle, raggiunta con la Renault Caravelle di Colette. 
Giunto nella capitale, evita di proposito gli alberghi, essendo le presenze controllate dalla Gendarmerie, e con un taxi si fa accompagnare a un bagno turco dove incontra un uomo che l'ospita a casa sua. L'uomo, tornando dalle spese, gli dice di averlo riconosciuto nella fotografia trasmessa da un notiziario televisivo nella vetrina d'un negozio di elettrodomestici, andando così incontro a morte immediata. Lo Sciacallo, travestito da reduce disabile della seconda guerra mondiale, sale all'ultimo piano d'un palazzo che s'affaccia sulla piazza davanti alla Gare Montparnasse, con l'intento di sparare a De Gaulle durante la cerimonia della festa di Liberazione del 25 agosto 1963.
Ma, quando spara il primo colpo, d'improvviso, il presidente si china scampando d'un soffio all'attentato; in quell'istante irrompono Lebel e un agente della Gendarmerie, al quale lo Sciacallo spara colpendolo, ma viene a sua volta ucciso da Lebel mentre tenta di ricaricare il fucile. Per quasi tutta la durata della vicenda le autorità credevano di avere identificato nell'inglese Charles H. Calthrop (la contrazione del cui nome sarebbe Cha. Cal., "sciacallo") il misterioso sicario, ma solo alla fine si scopre che Calthrop era, in realtà, del tutto estraneo alla vicenda e rimane il mistero sull'identità del sicario, che finisce sepolto in una tomba anonima alla presenza del solo Lebel.

## Riconoscimenti
Nel 1999 il British Film Institute l'ha inserito al 74º posto della lista dei migliori cento film britannici del XX secolo.

## Cast
L'attrice francese Andréa Ferréol, che avrebbe raggiunto una certa notorietà con La grande abbuffata di Marco Ferreri, compare qui in due brevi scene senza dialoghi: è una cameriera dell'albergo di Tourtour dove lo Sciacallo conosce Colette.

## Ambientazione
Dopo avere passato la frontiera a Ventimiglia, lo Sciacallo decide di fare una telefonata al suo contatto dell'OAS. Per telefonare si ferma a Nizza utilizzando una cabina nella hall dell'Hôtel Negresco

## Riferimenti storici
L'inizio del film descrive minuziosamente quello che accadde il 22 agosto 1962 a Petit-Clamart, dove un commando dell'OAS tentò di uccidere il presidente De Gaulle senza riuscirvi: il capo del commando, il tenente colonnello Jean Bastien-Thiry, che poi verrà processato e fucilato, è interpretato da Jean Sorel.

## Remake
Nel 1997 Michael Caton-Jones ha diretto un film, The Jackal, con Bruce Willis e Richard Gere, trasponendo la vicenda de Il giorno dello sciacallo negli Stati Uniti d'America. Nel 2024, è invece uscita una miniserie con protagonista Eddie Redmayne intitolata The Day of the Jackal.